# 히요시촌 (구마모토현)
히요시촌(일본어: 日吉村)은 일본 구마모토현 호타쿠군에 설치되었던 촌이다.

## 역사
- 1889년 4월 1일 - 정촌제 시행에 의해 다쿠미군 히요시촌이 성립하였다.
- 1892년 - 아키타군과 합병해 호타쿠군이 되었다.
- 1899년 4월 1일 - 모토미촌 합병해 (신) 히요시촌이 성립하였다.
- 1940년 12월 1일 - 구마모토시에 편입되었다.

## 참고 문헌
- 角川日本地名大辞典編纂委員会, 『角川日本地名大辞典 43 熊本県』1987, 角川書店